# هفتمین قربانی
هفتمین قربانی (انگلیسی: The Seventh Victim) فیلمی در ژانر ترسناک به کارگردانی مارک رابسون است که در سال ۱۹۴۳ منتشر شد.

## خلاصه فیلم
زنی که در جستجوی خواهر گمشده خود است، با فرقه‌ای شیطانی در یکی از روستاهای نیویورک برخورد کرده و متوجه می‌شود آن‌ها با ناپدیدشدن خواهرش در ارتباط هستند...